# Psychotria timbiquensis
Psychotria timbiquensis là một loài thực vật có hoa trong họ Thiến thảo. Loài này được (Standl.) C.M.Taylor miêu tả khoa học đầu tiên năm 1994.